# Sommer-Paralympics 2016/Teilnehmer (Kroatien)
| stlisierte Goldmedaille | stlisierte Silbermedaille | stlisierte Bronzemedaille |
| ----------------------- | ------------------------- | ------------------------- |
| 2                       | 2                         | 1                         |

Kroatien entsandte sieben Athletinnen und zwölf Athleten zu den Paralympischen Sommerspielen 2016 in Rio de Janeiro,  die in fünf Sportarten antraten. Fahnenträger für Kroatien bei der Eröffnungsfeier war der Leichtathlet Branimir Budetic.

## Medaillen

### Medaillenspiegel
| Rang   | Sportart       | Gold | Silber | Bronze | Gesamt |
| ------ | -------------- | ---- | ------ | ------ | ------ |
| 1      | Leichtathletik | 1    | 1      | 1      | 3      |
| 2      | Tischtennis    | 1    | 1      | 0      | 2      |
| Gesamt | Gesamt         | 2    | 2      | 1      | 5      |

## Teilnehmer nach Sportart

### Judo
| Athleten         | Wettbewerb       | 1. Runde | 1. Runde | 1. Hoffnungsrunde | 1. Hoffnungsrunde | Viertelfinale | Viertelfinale | 2. Hoffnungsrunde | 2. Hoffnungsrunde | Halbfinale | Halbfinale | Kampf um Gold/Bronze | Kampf um Gold/Bronze | Rang |
| Athleten         | Wettbewerb       | Gegner   | Erg.     | Gegner            | Erg.              | Gegner        | Erg.          | Gegner            | Erg.              | Gegner     | Erg.       | Gegner               | Erg.                 | Rang |
| ---------------- | ---------------- | -------- | -------- | ----------------- | ----------------- | ------------- | ------------- | ----------------- | ----------------- | ---------- | ---------- | -------------------- | -------------------- | ---- |
| Frauen           |                  |          |          |                   |                   |               |               |                   |                   |            |            |                      |                      |      |
| Lucija Breskovic | Klasse bis 70 kg | —        | —        | —                 | —                 | N. Szabó      | 0:100         | N. Greenhough     | 101:0             | —          | —          | N. Soazo             | 001:002              | 5    |

### Leichtathletik
Springen und Werfen
| Athleten         | Wettbewerb       | Finale  | Finale | Rang |
| Athleten         | Wettbewerb       | Weite   | Rang   | Rang |
| ---------------- | ---------------- | ------- | ------ | ---- |
| Männer           |                  |         |        |      |
| Zoran Talic      | Weitsprung T20   | 7,12 m  | 2      |      |
| Ivan Katanusic   | Diskuswerfen F44 | 55,36 m | 5      | 5    |
| Josip Slivar     | Diskuswerfen F44 | 47,39 m | 7      | 7    |
| Velimir Sandor   | Diskuswerfen F52 | 18,24 m | 3      |      |
| Miljenko Vucic   | Kugelstoßen F12  | 15,07 m | 6      | 6    |
| Matija Sloup     | Kugelstoßen F40  | 8,27 m  | 8      | 8    |
| Mladen Tomic     | Kugelstoßen F42  | 13,29 m | 6      | 6    |
| Marijan Presecan | Kugelstoßen F53  | 6,25 m  | 9      | 9    |
| Branimir Budetic | Speerwerfen F13  | 59,33 m | 4      | 4    |
| Frauen           |                  |         |        |      |
| Mikela Ristoski  | Weitsprung T20   | 5,79 m  | 1      |      |
| Milka Milinkovic | Speerwerfen F56  | 13,95 m | 10     | 10   |

### Schießen
| Athleten      | Wettbewerb             | Qualifikation   | Qualifikation | Finale          | Finale        | Rang |
| Athleten      | Wettbewerb             | Ringe/ Scheiben | Rang          | Ringe/ Scheiben | Rang          | Rang |
| ------------- | ---------------------- | --------------- | ------------- | --------------- | ------------- | ---- |
| Männer        |                        |                 |               |                 |               |      |
| Damir Bosnjak | 10 m Luftpistole SH1   | 565             | 3             | 91,7            | 7             | 7    |
| Mixed         |                        |                 |               |                 |               |      |
| Damir Bosnjak | 50 m freie Pistole SH1 | 526             | 9             | ausgeschieden   | ausgeschieden | 9    |

### Schwimmen
| Athleten           | Wettbewerb             | Vorlauf     | Vorlauf | Finale        | Finale        | Rang |
| Athleten           | Wettbewerb             | Zeit        | Rang    | Zeit          | Rang          | Rang |
| ------------------ | ---------------------- | ----------- | ------- | ------------- | ------------- | ---- |
| Männer             |                        |             |         |               |               |      |
| Dino Sinovcic      | 100 m Rücken S7        | 1:14,98 min | 5       | 1:14,49 min   | 5             | 5    |
| Dino Sinovcic      | 400 m Freistil S7      | 5:36,83 min | 12      | ausgeschieden | ausgeschieden | 12   |
| Dino Sinovcic      | 200 m Lagen SM7        | 3:01,93 min | 11      | ausgeschieden | ausgeschieden | 11   |
| Kristijan Vincetic | 100 m Schmetterling S9 | 1:01,92 min | 4       | 1:02,50 min   | 6             | 6    |
| Kristijan Vincetic | 100 m Freistil S9      | 58,53 s     | 12      | ausgeschieden | ausgeschieden | 12   |
| Kristijan Vincetic | 400 m Freistil S9      | 4:27,87 min | 7       | 4:26,28 min   | 6             | 6    |

### Tischtennis
| Athleten                           | Wettbewerb       | Gruppenphase       | Gruppenphase | Achtelfinale | Achtelfinale | Viertelfinale       | Viertelfinale | Halbfinale     | Halbfinale    | Finale              | Finale        | Rang |
| Athleten                           | Wettbewerb       | Gegner             | Erg.         | Gegner       | Erg.         | Gegner              | Erg.          | Gegner         | Erg.          | Gegner              | Erg.          | Rang |
| ---------------------------------- | ---------------- | ------------------ | ------------ | ------------ | ------------ | ------------------- | ------------- | -------------- | ------------- | ------------------- | ------------- | ---- |
| Frauen                             |                  |                    |              |              |              |                     |               |                |               |                     |               |      |
| Andela Muzinic                     | Einzel C3        | Kim Ok             | 3:0          | H. Duman     | 3:1          | A.-C. Ahlquist      | 2:3           | ausgeschieden  | ausgeschieden | ausgeschieden       | ausgeschieden | 5    |
| Andela Muzinic                     | Einzel C3        | M. Brunelli        | 2:3          | H. Duman     | 3:1          | A.-C. Ahlquist      | 2:3           | ausgeschieden  | ausgeschieden | ausgeschieden       | ausgeschieden | 5    |
| Helena Dretar Karic                | Einzel C3        | Xue Juan           | 1:3          | S. Head      | 0:3          | ausgeschieden       | ausgeschieden | ausgeschieden  | ausgeschieden | ausgeschieden       | ausgeschieden | 9    |
| Helena Dretar Karic                | Einzel C3        | D. Asayut          | 3:0          | S. Head      | 0:3          | ausgeschieden       | ausgeschieden | ausgeschieden  | ausgeschieden | ausgeschieden       | ausgeschieden | 9    |
| Sandra Paovic                      | Einzel C6        | Lee Kunwoo         | 3:0          | —            | —            | —                   | —             | M. Lytovchenko | 3:1           | S. Grebe            | 3:0           |      |
| Sandra Paovic                      | Einzel C6        | A. Khodzynska      | 3:2          | —            | —            | —                   | —             | M. Lytovchenko | 3:1           | S. Grebe            | 3:0           |      |
| Mirjana Lucic                      | Einzel C10       | Yang Qian          | 0:3          | —            | —            | —                   | —             | ausgeschieden  | ausgeschieden | ausgeschieden       | ausgeschieden | 5    |
| Mirjana Lucic                      | Einzel C10       | A. McDonnell       | 3:1          | —            | —            | —                   | —             | ausgeschieden  | ausgeschieden | ausgeschieden       | ausgeschieden | 5    |
| Mirjana Lucic                      | Einzel C10       | B. Costa Alexandre | 0:3          | —            | —            | —                   | —             | ausgeschieden  | ausgeschieden | ausgeschieden       | ausgeschieden | 5    |
| Helena Dretar Karic Andela Muzinic | Mannschaft C1-3  | —                  | —            | —            | —            | Thailand            | 2:0           | Südkorea       | 2:0           | Volksrepublik China | 0:2           |      |
| Mirjana Lucic Sandra Paovic        | Mannschaft C6-10 | —                  | —            | Ukraine      | 2:0          | Volksrepublik China | 0:2           | ausgeschieden  | ausgeschieden | ausgeschieden       | ausgeschieden | 5    |